# لياندرو أنطونيو مارتينيز
لياندرو أنطونيو مارتينيز (بالإيطالية: Leandro Martínez)‏ (15 أكتوبر 1989 ببوينس آيرس في الأرجنتين - ) هو لاعب كرة قدم إيطالي في مركز الهجوم. شارك مع منتخب إيطاليا تحت 20 سنة لكرة القدم. أما مع النوادي، فقد لعب مع غيور تورنا أوزتالي ونادي بارما ونادي بودابست هونفيد ونادي ترنانا ونادي كريمونيسي ونادي سودتيرول وFC Carpenedolo SSD ‏ وزومباثلي هالاداس ‏ وGC Biaschesi ‏ وUC AlbinoLeffe ‏.

## وصلات خارجية
- لياندرو أنطونيو مارتينيز على موقع قاعدة بيانات كرة القدم.إي يو (الإنجليزية)
- لياندرو أنطونيو مارتينيز على موقع Soccerway.com (الإنجليزية)
- لياندرو أنطونيو مارتينيز على موقع عالم كرة القدم.نت (الإنجليزية)